# Stuart Graham (coureur)
Leslie Stuart Graham (9 januari 1942) is een voormalig Brits motorcoureur.
Hij is de zoon van de eerste wereldkampioen in de 500cc-klasse, Robert Leslie (Les) Graham. Zijn beste seizoen was dat van 1967, toen hij voor het merk Suzuki zowel in de 50- als de 125cc-klasse 3e in het wereldkampioenschap wegrace werd.

## Carrière
Stuart Graham begon in 1961 te racen met een Honda CB 92 Benly. Al snel trok hij de aandacht van de bekende sponsor Bill Webster, die hem onder zijn hoede nam. Met een 250 cc Aermacchi begon hij succesvol te rijden op het Prees Heath Short Circuit. In 1962 werd hij met de Aermacchi zesde in de Ulster Grand Prix, waardoor hij met één punt 26e in het wereldkampioenschap wegrace werd. Door de dood van Bill Webster begin 1963 raakte Stuart Graham zijn Aermacchi kwijt, maar hij kreeg al snel AJS en Matchless racers van Jim Ball uit Blackpool. In 1963 werd hij 12e in de Ulster Grand Prix. Met de steun van Jim Ball kon hij in 1964 zijn debuut maken in de Isle of Man TT. Op dit circuit, de Snaefell Mountain Course, was zijn vader in 1953 verongelukt. Met de AJS Boy Racer werd hij 37e in de 350 cc Junior TT en met de Matchless G50 werd hij 19e in de 500 cc Senior TT. In 1965 werd hij 17e in de Junior TT, maar in de Senior TT viel hij uit. Voor het eerst stak hij het Kanaal over om op het vasteland van Europa te racen. Hij reed in de TT van Assen, waar hij in de 350cc-klasse 10e en in de 500cc-klasse 12e werd, en in België, waar hij in de 500cc-race uitviel.

### 1966: Honda
In 1966 begon hij het seizoen weer met de AJS en de Matchless en nu reed hij meer races in het wereldkampioenschap. In de openingsrace, de Grand Prix van Duitsland, werd hij 4e in de 500cc-klasse. In de TT van Assen werd hij 5e in de 500cc-klasse en 4e in de 350cc-klasse en in België haalde hij zijn eerste podiumplaats in het WK: hij werd 2e in de 500cc-race. In deze race viel Jim Redman, die fabriekscoureur bij Honda was. Hij brak bij deze val een arm. Honda vroeg Stuart Graham om als vervanger van Redman in de 250cc-klasse op te treden tot deze weer genezen was. Graham had tot dat moment vooral met eencilinders geracet, maar nu werd hij ingezet op de peperdure 250 cc Honda RC 166-zescilinder. In de volgende race, de GP van de DDR, werd hij meteen 4e met de Honda. In Finland en in de Lightweight 250 cc TT werd hij zelfs 2e. In de Ulster Grand Prix kwam Honda niet aan de start, omdat de wereldtitel van Mike Hailwood inmiddels zeker was. Daardoor kon ook Stuart Graham daar niet rijden. In Monza viel hij uit met een defect schakelmechanisme en in Japan startte Honda niet uit protest tegen de keuze van de Fuji Speedway. Met slechts drie starts eindigde Graham zo als 6e in het 250 cc-wereldkampioenschap. Graham verwachtte dat hij ook in 1967 deel van het Honda-team uit zou maken, maar in november 1966 maakte dat merk bekend dat men ging bezuinigen en nog slechts drie coureurs zou inzetten: Ralph Bryans, Luigi Taveri en Mike Hailwood.

### 1967: Suzuki
Graham werd echter benaderd door Hugh Anderson, viervoudig wereldkampioen met Suzuki, die zijn carrière wilde beëindigen maar zelf een vervanger zocht. Graham zou voor Suzuki in de 50- en de 125cc-klasse starten. Uiteindelijk was dit een goede stap, want Honda stapte helemaal uit deze klassen waardoor ook Luigi Taveri zijn plaats in het fabrieksteam verloor. In de 125cc-klasse was de concurrentie van Yamaha groot. Dat merk had al de watergekoelde viercilinder RA 31, terwijl Suzuki nog bezig was met de ontwikkeling van haar viercilinder RS 67. Daarom moest het 125cc-team, bestaande uit Stuart Graham en Yoshimi Katayama, nog op de tweecilinder Suzuki RT 67 rijden. Af en toe startte ook Hans Georg Anscheidt in deze klasse, maar hij concentreerde zich op de 50cc-races. Bill Ivy en Phil Read waren met hun Yamaha's nauwelijks te verslaan, maar Katayama won de GP van Duitsland en Graham won de GP van Finland. Hij eindigde als 3e in het 125cc-wereldkampioenschap. In de 50cc-klasse was Suzuki met de tweecilinder RK 67 oppermachtig, maar hier startte Graham slechts in een beperkt aantal wedstrijden, waarbij hij steeds op het podium kwam áls hij finishte. Hij viel uit in Spanje terwijl hij aan de leiding lag. In Assen moest hij al na een ronde stoppen door een natte ontsteking en in België viel hij terug door een overslaande motor, maar hij werd toch nog 3e. Hij won de 50 cc TT, zijn enige overwinning op het eiland Man. Zijn vader had 14 jaar eerder zijn enige TT-overwinning behaald, met een MV Agusta 125 Bialbero in de Lightweight 125 cc TT. Stuart Graham eindigde het 50cc-seizoen als 3e achter zijn teamgenoten Anscheidt en Katayama.

## Einde carrière
De viercilinder 125 cc Suzuki RS 67U was in de laatste Grand Prix (Japan) van 1967 aan de start gekomen en het seizoen 1968 zag er dan ook hoopvol uit. In maart 1968 maakte Suzuki echter bekend uit het WK te stappen, zoals ook Honda had gedaan. Graham en Anscheidt mochten de 50 cc RK 67 zonder fabriekssteun blijven gebruiken, ook in het WK. Anscheidt maakte van dat aanbod gebruik en werd zelfs opnieuw wereldkampioen, maar voor Stuart Graham was dit het juiste moment om zijn carrière te beëindigen.
Af en toe stapte hij nog wel op een racemotor. In 1970 won hij de 500 cc Production-klasse van de North West 200 met een Suzuki T 500. In 2011 reed hij demonstratierondje met de AJS E90 waarmee zijn vader wereldkampioen was geworden.
Graham ging nog wel met auto's racen. In 1974 en 1975 won hij de RAC Tourist Trophy met een Chevrolet Camaro.

## Wereldkampioenschap wegrace resultaten
(Races in cursief geven de snelste ronde aan, punten (tussen haakjes) zijn inclusief streepresultaten)
| Jaar | Klasse | Team   | Motorfiets              | 1      | 2       | 3      | 4       | 5       | 6       | 7       | 8       | 9       | 10     | 11      | 12      | 13     | Punten  | Plaats | Wereldkampioen                            |
| ---- | ------ | ------ | ----------------------- | ------ | ------- | ------ | ------- | ------- | ------- | ------- | ------- | ------- | ------ | ------- | ------- | ------ | ------- | ------ | ----------------------------------------- |
| 1962 | 250 cc | Privé  | Aermacchi Ala d'Oro 250 | SPA -  | FRA -   | IOM -  | NED -   | BEL -   | DUI -   | ULS 6e  | DDR -   | NAT -   |        | ARG -   |         |        | 1       | 26e    | Jim Redman, Honda RC 163                  |
| 1962 | 500 cc | Privé  | Norton 30M Manx         |        |         | IOM -  | NED -   | BEL -   |         | ULS -   | DDR 12e | NAT -   | FIN -  | ARG -   |         |        | 0       | -      | Mike Hailwood, MV Agusta 500 4C           |
| 1963 | 500 cc | Privé  | Matchless G50           |        |         |        | IOM -   | NED -   | BEL -   | ULS 12e | DDR -   | FIN -   | NAT -  | ARG -   |         |        | 0       | -      | Mike Hailwood, MV Agusta 500 4C           |
| 1964 | 350 cc | Privé  | AJS 7R                  |        |         |        | IOM 37e | NED -   |         | DUI -   | DDR -   | ULS -   | FIN -  | NAT -   | JAP -   |        | 0       | -      | Jim Redman, Honda RC 172                  |
| 1964 | 500 cc | Privé  | Matchless G50           | VST -  |         |        | IOM 19e | NED -   | BEL -   | DUI -   | DDR -   | ULS -   | FIN -  | NAT -   |         |        | 0       | -      | Mike Hailwood, MV Agusta 500 4C           |
| 1965 | 350 cc | Privé  | AJS 7R                  |        | DUI -   |        |         | IOM 17e | NED 10e |         | DDR -   | TSL -   | ULS -  | FIN -   | NAT -   | JAP -  | 0       | -      | Jim Redman, Honda 2RC 172                 |
| 1965 | 500 cc | Privé  | Matchless G50           | VST -  | DUI -   |        |         | IOM DNF | NED 12e | BEL DNF | DDR -   | TSL -   | ULS -  | FIN -   | NAT -   |        | 0       | -      | Mike Hailwood, MV Agusta 500 4C           |
| 1966 | 250 cc | Honda  | RC 166                  | SPA -  | DUI -   | FRA -  | NED -   | BEL -   | DDR 4e  | TSL -   | FIN 2e  | ULS DNF | IOM 2e | NAT DNF | JAP DNS |        | 15      | 5e     | Mike Hailwood, Honda RC 166               |
| 1966 | 350 cc | Privé  | AJS 7R                  |        | DUI -   | FRA -  | NED 4e  |         | DDR -   | TSL -   | FIN -   | ULS -   | IOM -  | NAT -   | JAP -   |        | 3       | 16e    | Mike Hailwood, Honda RC 173               |
| 1966 | 500 cc | Privé  | Matchless G50           |        | DUI 4e  |        | NED 5e  | BEL 2e  | DDR DNF | TSL DNF | FIN DNF | ULS -   | IOM -  | NAT -   |         |        | 11      | 8e     | Giacomo Agostini, MV Agusta 500 4C/500 3C |
| 1967 | 50 cc  | Suzuki | RK 67                   | SPA -  | DUI DNF | FRA 3e | IOM 1e  | NED DNF | BEL 3e  |         |         |         |        |         |         | JAP 2e | 38 (44) | 3e     | Hans Georg Anscheidt, Suzuki RK 67        |
| 1967 | 125 cc | Suzuki | RT 67                   | SPA 4e | DUI -   | FRA 4e | IOM 2e  | NED 3e  |         | DDR 3e  | TSL 2e  | FIN 1e  | ULS 3e | NAT -   | CAN -   | JAP 2e | 22      | 3e     | Bill Ivy, Yamaha RA 97/RA 31              |